# 泛神论

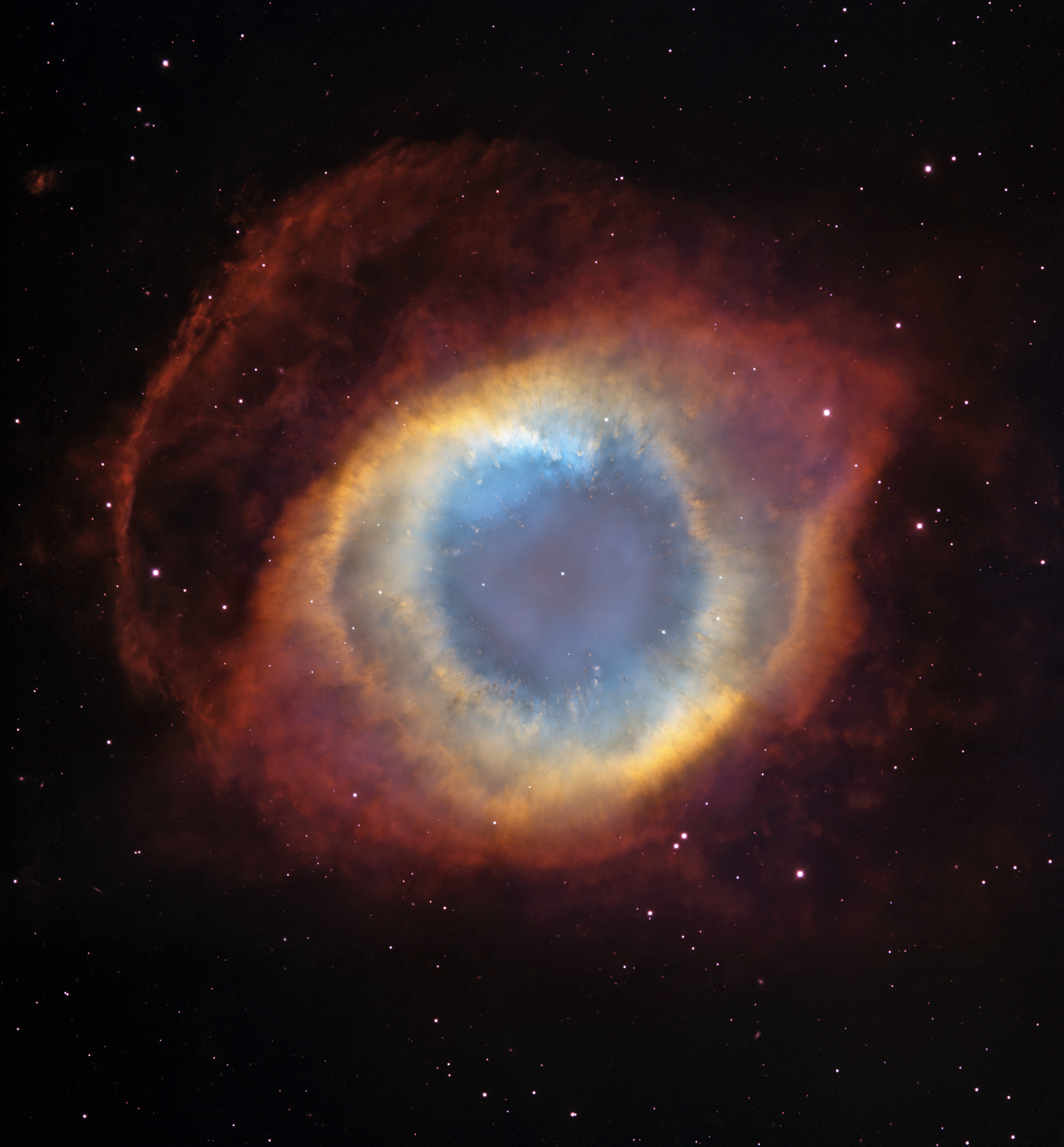
螺旋星云，也被称为“上帝之眼”。

泛神论（pantheism）是一种哲学宗教理论，其将整个现实或宇宙等同于神或至高实体。因此物理世界被认为是内在于创世者当中，自时间之始开始存在，持续创造与延展。泛神论包含多种不同形式，彼此对现实与神性的关系有不同的理解和诠释。持有泛神论的觀點的人被称为泛神论者，这些人认为世界上每一事物共同构成了统一的整体，而这个整体即是神，一个包罗万物、显化的神。在此观点下，一切天体都被视为神的一部分。
泛神论的提出可追溯至数千年前，而且许多宗教传统當中都存在或多或少的泛神论元素。泛神论一词由英格兰数学家约瑟夫·拉弗森于1607年创造 ，自那时起，这个术语就被用以描述许多人或团体的特定信念。在17世纪荷兰哲学家巴鲁赫·斯宾诺莎的作品《伦理学》影响下，泛神论在西方文化圈內被广泛传播。生活於十六世纪天文学家兼哲学家焦尔达诺·布鲁诺亦持有泛神论的观点。

## 定义
泛神论有多种不同定义，其中一些定义认为，该理论属于一种关于神的概念的哲学与神学立场。泛神论者认为不存在人格化或拟人化的神，而是将广泛的现实与神性相联。他们将神等同于宇宙，或将宇宙视为神的显现，认为一切事物都内在于神。因此，现实的所有形式要么是这个“唯一存在”的某种样式，要么与其等同。也有人认为，泛神论是一类非宗教的哲学立场，即作为万物整体的宇宙等同于神。

## 历史

### 前现代时期
早期泛神论思想可追溯至人类原始文化中的泛灵论和部落宗教思想。泛灵论认为所有物体、地点和生物都具有独特的精神本质，而原始的部落宗教中没有多神论或一神论中的中心神祇形象。人们亦可在古希腊的俄耳甫斯教中看到泛神论的痕迹，该教的原始之神法涅斯象征宇宙，泛神论术语中pan（代表一切事物）就源自法涅斯的名字（Phanes）。泛神论倾向也见于许多诺斯底主义团体，这种思想贯穿了整个中世纪，与此相关的异端思想家包括斯特拉斯堡的欧尔特里布、迪南的大卫、贝纳的阿马尔里克以及埃克哈特大师。
天主教会长期视泛神论为异端思想。欧洲早期泛神论者包括16世纪德国自由思想家塞巴斯蒂安·法兰克，以及因异端相關罪名而遭受罗马宗教法庭审问并处以火刑的意大利天文学家焦尔达诺·布鲁诺。

### 巴鲁赫·斯宾诺莎

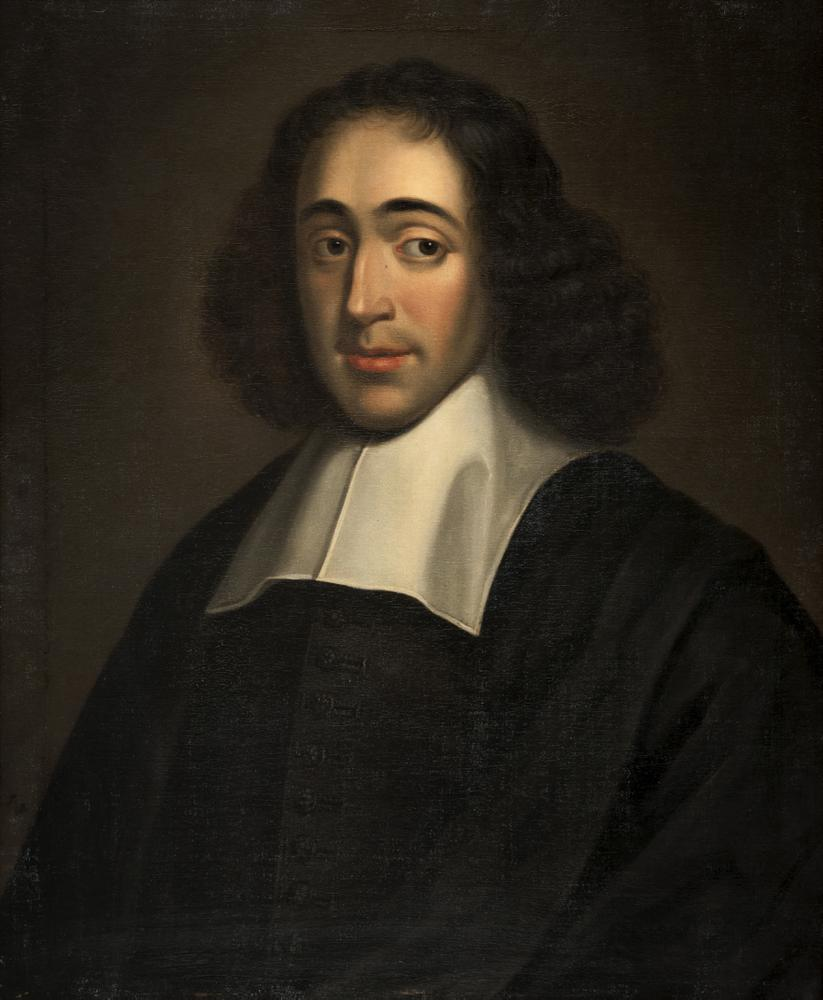
斯宾诺莎声称只存在有唯一实体，它是绝对无限、自因，且永恒的。他称这唯一实体是“上帝”或“自然”。

17世纪荷兰哲学家巴鲁赫·斯宾诺莎最先在其作品中将泛神论形式化为哲学与宗教思想。斯宾诺莎是葡萄牙裔犹太人，出生于荷兰阿姆斯特丹。因17世纪荷兰广泛的对外贸易，多种文化在此交汇，因此也成为了欧洲最具思想包容性的地区。然而，斯宾诺莎针对希伯来圣经以及神之本性的极具争议的阐释仍致使他在23岁时遭当地教会驱逐。斯宾诺莎的许多著作在其死后才得以发表，并随即被教会列为禁书。随后，斯宾诺莎的思想被人忽视，直至18世纪启蒙运动和现代圣经批判学的兴起，他的作品被作为地下读物在新思想者之间传播，并引导了现代对自我及宇宙的认识。
斯宾诺莎死后出版的《伦理学》对后世西方思潮影响深远，英国哲学家罗杰·斯克鲁顿对此评价说，“斯宾诺莎在这最后一本拉丁文杰作中指出了中世纪哲学细致概念背后的巨大缺陷，它们最终将反对自身，并完全覆灭“。斯宾诺莎在此书中反驳了笛卡尔的身心二元论，即身体与心灵可各自分离存在的说法。斯宾诺莎持有一元论观点，他认为身体与心灵为同一事物。他将宇宙中所有实体的集合称为上帝（神），有人因此戏称他为“沉醉于上帝的人”。斯宾诺莎的上述观点影响了后续包括黑格尔在内的哲学家们的思想，黑格尔曾表示，“斯宾诺莎哲学是近代哲学的重点，要么是斯宾诺莎主义，要么就不是哲学。”他因此被赞誉为17世纪理性主义的先驱，并被视为西方哲学传统中最重要思想家之一。尽管泛神论一词并非由斯宾诺莎所造，但他却是对此理论传播的最大贡献者，而《伦理学》亦成为了泛神论思想的重要引述来源。
德国浪漫主义诗人海因里希·海涅在其作品《德国宗教和哲学史概观》中写道，“我不记得从哪读到过，赫尔德曾抱怨斯宾诺莎对人们思想的持续占据，他曾愤怒地表示：要是歌德能拿起一本不是斯宾诺莎所写的拉丁文书籍该多好啊！然而，这种痴迷不仅局限于歌德，赫尔德的其他许多朋友在年轻时也多少受到斯宾诺莎泛神论的影响。在成为德国至高的哲学理论之前，斯宾诺莎的思想早已在德国艺术领域繁盛发展。”
歌德拒斥德国哲学家弗里德里希·海因里希·雅各比关于上帝的信念，他称此信念为“孩童头脑中的空洞思想”（Goethe 15/1: 446）。在“斯宾诺莎研究”（1785/86）中，歌德承认存在与无限的等同。针对雅各比称斯宾诺莎所言为“彻底愚蠢的宇宙”（Jacobi [31819] 2000: 312），歌德盛赞自然为自身“偶像”（Goethe 14: 535）。
德国哲学家卡尔·马克思和弗里德里希·恩格斯在1844年书籍《神圣家族》中写道，“斯宾诺莎主义主导了18世纪，及其后的法国唯物主义，他的思想将物质视为实体，而在他的自然神论中，物质被赋予了精神之名……斯宾诺莎影响下的法国学派以及自然神论支持者因此划分为了两个派系，争论其理论体系的正确性……”
英国哲学家乔治·亨利·刘易斯在1846年表示，“泛神论与哲学一样古老，它曾在古希腊学派中由柏拉图、圣奥古斯丁、犹太人向人们教授。人们可能会说，泛神论在其多种外表下，确实是形而上学问题触及逻辑限制时的必然结果。正因如此，我们在每一时代与国度中都可发现它的踪影：在梦中沉思的印度文明、才华四溢的古希腊文明、实用主义的罗马文明，以及智辩者、热情的意大利人、充满活力的法国人、喜爱冒险的英国人，泛神论成为了哲学的最终答案。于是我们不禁要问，斯宾诺莎的独创性在哪？因为我们看到，他所提出的理论似乎只是对前人说法的复述。他的独创性在于对该学说的系统整理与发展，他最先展示出泛神论中科学的方面。古希腊和古印度泛神论思想只是一种模糊的学说，不带科学的特征——它可能为真，也可能为假，但没有任何证据可证明或证伪这一点。在斯宾诺莎的整理下，这种模糊性不再，如果你理解他所使用的术语，承认他的理论的可能性，并把握他要表达的涵义，那么你就不会再对他的结论有任何疑虑，正如你不会怀疑欧几里得几何的正确性。没有可能的纯粹意见，只有可能的信念。”
美国哲学家S.M.梅拉梅德（S. M. Melamed）在1933年写道，“斯宾诺莎或许不是现代欧洲首个一元论者和泛神论者，在他之前的布鲁诺为人类传达了相似的信息。然而，布鲁诺只是人类思想史上美丽的一页，而斯宾诺莎则为后世留下了强烈的影响。布鲁诺更像是古希腊的表演家与诗人，他的心灵充满艺术激情；而斯宾诺莎则相反，他是纯粹的精神（spiritus purus），而他的思想方法是哲学的典范。”

### 18世纪
最早使用泛神论一词的是苏格兰数学家约瑟夫·拉弗森，他在1697年作品《论真实空间与无限存在》（De Spatio Reali seu Ente Infinito）使用了泛神论的拉丁文形式。拉弗森在文中区分了无神论的和斯宾诺莎所代表的“泛神论者（pantheists）”。其中，一词来源于希腊语词根pan（意味“所有”）以及hyle（意为“物质”）的组合，这类人相信万物皆为物质，而斯宾诺莎提出的泛神论者则信奉一类“普遍的宇宙实体，它们即是物质的，也是智慧的，它们由自身本质塑造出一切存在之物。”拉弗森主张，单凭人类的能力永远也无法对无限宇宙达成完整理解。他还在书中提到了古埃及、波斯、叙利亚、亚述、希腊、印度和犹太卡巴拉人（特指斯宾诺莎）的泛神论的观点。
1702年，拉弗森的作品被译为英文，泛神论也有了其英文形式（pantheism）。随后，这个概念在爱尔兰哲学家约翰·托兰德1705年作品《由一位泛神论者忠实陈述的索齐尼主义》（Socinianism Truly Stated, by a pantheist）的影响下广泛传播。托兰德曾受斯宾诺莎和布鲁诺思想的熏陶，他亦读过拉弗森的《论真实空间与无限存在》，并称其为一本巧妙的书籍。和拉弗森一样，他混用泛神论者和斯宾诺莎主义者，将两者视为同一概念。1720年，托兰德用拉丁文写下了《泛神论：或者，赞美苏格拉底社会的形式》（Pantheisticon: or The Form of Celebrating the Socratic-Society），他在文中构想了一个由泛神论者组成的团体，他们相信“世界上的所有事物都为同一物，而这一物即是存在于万物内的万物……这个万物内的万物就是上帝，永恒且无限，无初生亦不灭。”1710年，他在寄给莱布尼茨的信中提到，泛神论对其而言是“一种认为除了宇宙以外没有其它永恒之物的观点”。
18世纪中叶，英国神学家丹尼尔·沃特兰将泛神论定义为：信奉神与自然、或神与整个宇宙为同一实体，一个普遍的存在，而人类灵魂只是神圣实体的变体。19世纪初，德国神学家朱利叶斯·韦格沙伊德将泛神论定义为：将神等价于神所创造的世界。

#### 泛神论之争
1785至1789年间，斯宾诺莎的学说成为了德国哲学家弗里德里希·海因里希·雅各比（该学说的批评者）和摩西·门德尔松（该学说的维护者）争论的焦点。这次争论在被称为泛神论之争（Pantheismusstreit），斯宾诺莎的学说也藉此在德国思想家之间得到了广泛传播。争论源于1780年雅各比和剧作家戈特霍尔德·埃弗拉伊姆·莱辛的一次谈话，莱辛表示自己所知的唯一哲学是斯宾诺莎主义。雅各比因此开始深入研究斯宾诺莎的思想，并在1785年发表的《论斯宾诺莎的学说》（Über die Lehre des Spinozas）表达了对斯宾诺莎哲学体系的批判，该作品引发了由门德尔松主导的伯林学派的不满。雅各比声称，斯宾诺莎的学说是纯粹的唯物主义，因为该学说认为自然与上帝都仅是广延实体，除此之外别无他物。因此，对雅各比而言，这是由启蒙运动理性主义得出的看法，并将终将引至完全的无神论。门德尔松不同意雅各比的说法，他表示泛神论在更多程度上是有神论而非无神论。上述争议成为了当时欧洲文化界中一个重要的知识与宗教关注。
哲学家威利·戈切尔指出，雅各比的作品影响了后世对斯宾诺莎的解读，并掩盖了其思想中微妙而复杂的方面。

### 19世纪

#### 影响渐增
到了19世纪初，泛神论成为了许多重要作家和哲学家信奉的观点，例如英国诗人威廉·华兹华斯和塞缪尔·泰勒·柯勒律治，德国哲学家费希特、谢林和黑格尔，挪威作家克努特·汉姆生，以及美国诗人惠特曼、作家爱默生和思想家梭罗。1864年，面对泛神论的威胁，时任教皇庇护九世在《謬說要錄》中谴责了这一学说。

2011年，一封由亚伯拉罕·林肯的法律搭档威廉‧赫恩登在1886年写的信被拍出了3万美元价格。赫恩登在这封信中谈论了林肯总统的宗教观，并认为林肯曾持有泛神论观念：
我对林肯先生的宗教观十分了解，他是个有神论者、理性主义者，他拒绝一切超出常规的事物——超自然的灵感或启示。并且至少在在他人生的某个阶段，他曾是个崇高的泛神论者，拒斥基督教所言的灵魂不朽。他认为灵魂在人死后会失去其特征，只作为一种自然力而永恒存在。后续他开始信仰上帝，这便是他经历的所有宗教观点转化。
信件内容仍存在争议，但其与林肯对有组织宗教的冷淡态度是相吻合的。

#### 非基督宗教
一些19世纪神学家认为，有许多前基督宗教和哲学是泛神论的，例如早期的印度教中的吠檀多不二论。以至于德国哲学家西奥多·戈德斯图克曾表示，斯宾诺莎的学说“……如此准确的表达了吠檀多的观点，这不得不让我们怀疑它的创始者是否从印度教中借鉴了其基础原则”。
当时的神学家亦认为古埃及宗教包含泛神论观点，并指出古埃及哲学是后续古希腊泛神论（包括部份前苏格拉底哲学，例如赫拉克利特和阿那克西曼德的学说）的来源之一。由古希腊哲学家芝诺创立的斯多葛主义属于泛神论哲学流派，其追随者包括罗马皇帝马可·奥勒留。在尚未信奉基督教时期的罗马帝国，斯多葛主义是当时三个主要哲学流派之一，另外两个流派分别是伊比鸠鲁学派和新柏拉图主义。由老子和庄子创立的早期道教有时也被认为是泛神论流派，尽管其似乎更符合万有在神论。
兴起于19世纪朝鲜王朝时期的天道教以及20世纪的圆佛教也被认为是泛神论教派。加拿大现实主义协会（The Realist Society of Canada）认为，现实的本质是具备自我认知的宇宙意识，其亦为泛神论的一个变体。

### 20世纪

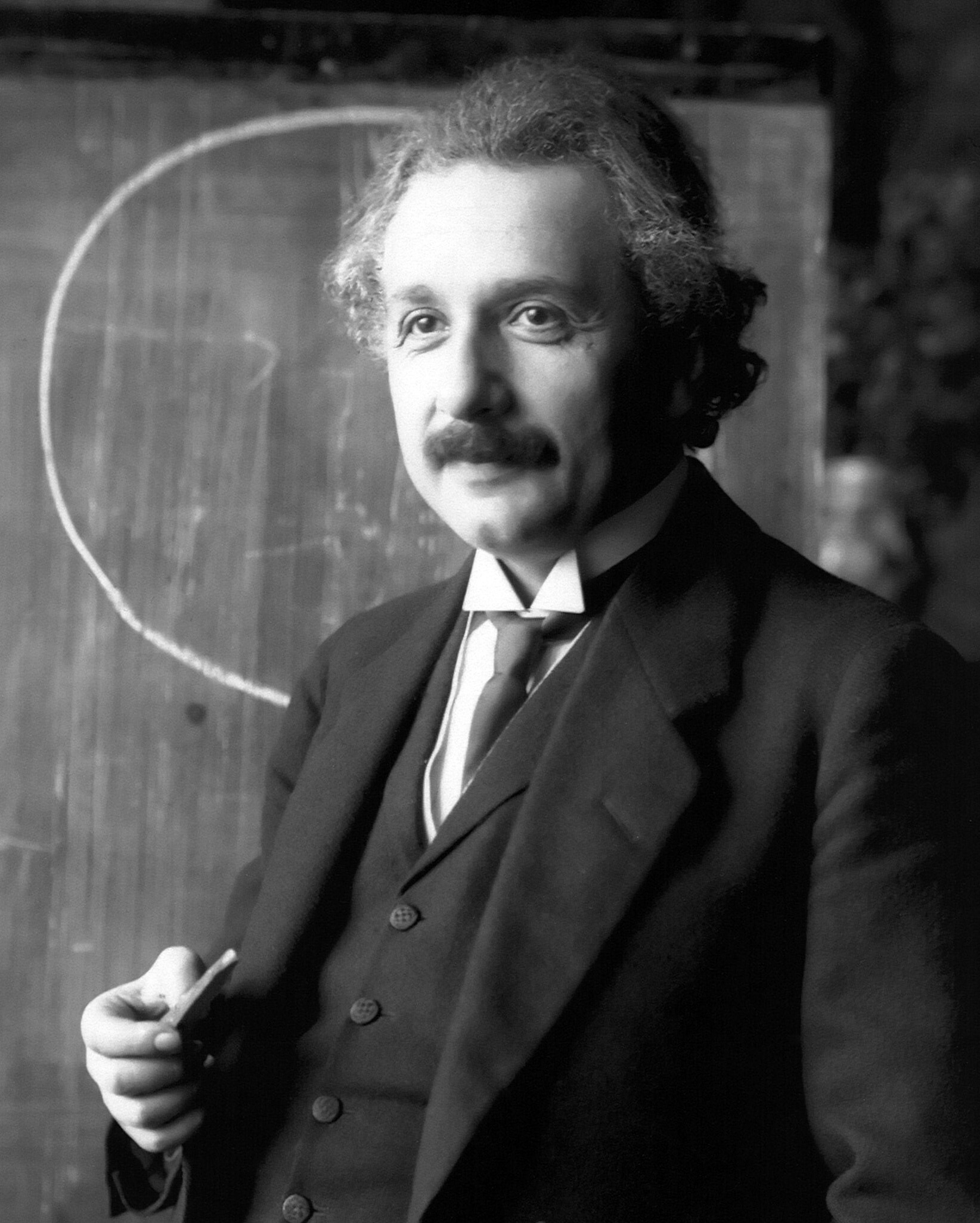
20世纪物理学家阿尔伯特·爱因斯坦认同斯宾诺莎关于神与自然的看法。

常有评论家将著名物理学家阿尔伯特·爱因斯坦归为泛神论者。爱因斯坦曾在回复友人爱德华·布辛（Eduard Büsching）的书籍《没有上帝》（Es gibt keinen Gott）时写道，“我认同斯宾诺莎对上帝的看法，这个上帝包含在万物存在与其灵魂的美妙秩序与法则中，正如它在人与动物身上的显现。”据爱因斯坦所言，此书讨论的仅是人格化的上帝，而不是泛神论中的上帝。在一封于1954年写给哲学家埃里克·古特金德的信中，爱因斯坦表示，“对我而言，上帝这个词只是人类弱点的产物与表达。”他在另一封信中写道，“我不信人格化的上帝，我从未否认这一点，但认为有必要明晰的说明这一点。”爱因斯坦在去世前一年出版的《我的思想与观念》表达了对上帝的明确看法：
科学研究可以通过鼓励人们从因果视角看待问题，从而减轻迷信思维。但可以确定的是，在所有高等级科学研究背后也存在一种类似宗教的信念，对世界的合理性和可理解性的信念。……这种坚定的信念与一种深层情感相连，一个卓越的心灵显现于世界的经验之中，这即是我认为的上帝。或者可以说，这就是斯宾诺莎的泛神论。
20世纪后期，有人主张泛神论为一类新异教主义，而泛神论者也开始以泛神论思想为主轴，形成独立的宗教团体。

### 21世纪

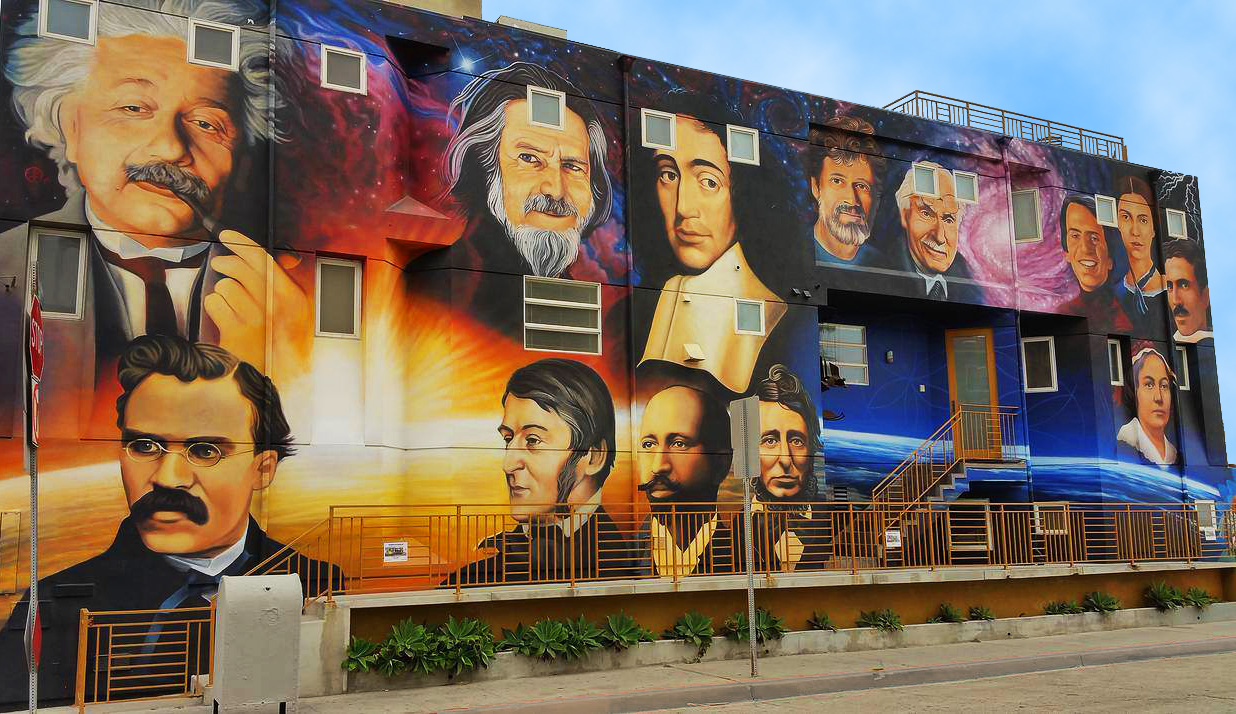
泛神论组织“天堂计划”委托壁画家利维·庞塞绘制的著名泛神论者画像。

美国天文学家卡尔·萨根的儿子多里昂·萨根在2007年的书籍《逐渐闪耀: 对自然本质的思考》（Dazzle Gradually: Reflections on the Nature of Nature）中称，其父信仰斯宾诺莎和爱因斯坦的上帝，即那个等同于自然，而非位于自然背后、操纵自然的上帝。
泛神论出现在了2009年的一封教皇通谕中，并在2010新年夜的宣讲中被提及。通谕批判泛神论，称其否定了人类相对自然事物的优越地位，并试图将人类自我救赎的方法转向自然。
2015年，一个致力宣扬泛神论的组织“天堂计划”委托壁画家利维·庞塞在该组织所在地加州威尼斯绘制了一副75英尺巨型壁画，画作描绘了诸多泛神论信徒，包括：物理学家阿尔伯特·爱因斯坦、作家阿兰·瓦兹、哲学家巴鲁赫·斯宾诺莎、作家泰瑞司·麦肯南、心理学家卡尔·荣格、天文学家卡尔·萨根、诗人埃米莉·狄更生、发明家尼古拉·特斯拉、哲学家弗里德里希·尼采、民权主义者W·E·B·杜波依斯、作家亨利·梭罗、作家伊麗莎白·凱迪·斯坦頓、伊斯兰神秘主义诗人鲁米、印度教大师阿迪·商羯罗、道教创始者老子。

## 分类
泛神论有多种变体，它们可被归类为不同的谱系或独立类别。:3

### 决定论的程度
哲学家查尔斯·哈特霍恩将持有决定论的泛神论哲学家，例如巴鲁赫·斯宾诺莎、斯多葛主义者等归类为经典泛神论者。泛神论认为万物等同于上帝，因此它常与主张万物为一体的一元论相联系，还有人认为，泛神论在逻辑上隐含了决定论（万物皆在此刻）。爱因斯坦如此解释神学决定论，“过去、现在、未来都是‘幻觉’”。因此，这种形式的泛神论也被引述为“极端一元论”，用评论家的话说，“上帝决定或确定了万事万物，其中也包括我们自以为的个人决定。”其他倾向于决定论的泛神论者还有美国作家爱默生和德国哲学家黑格尔。
但也有人反对将万物视为统一体作为泛神论的一个方面，并且还有些泛神论的变体认为决定论是对自然的不准确或不完整理解。上述观点的信者包括爱尔兰哲学家和神学家約翰內斯·司各特·愛留根納、德国哲学家弗里德里希·谢林以及美国心理学家威廉·詹姆士。

### 信仰的程度
根据信仰方式的不同，也可将泛神论分为两类：宗教式的和哲学式的。哥伦比亚百科全书将两者差别概括如下：
假如泛神论者的信仰基础是一个存在于现实中、永恒且无限的神，那么他们将把所有有限、短暂的事物都视为神的一部分，因此没有任何事物能够从神中分离独立，因为神就是宇宙本身。相反，如果泛神论者的信仰基础是包含万物的世界统一体，也就是宇宙，那么神也必须被这唯一的存在所吞没，并且与自然等同。

### 一元论的形式
哲学家和神学家常认为泛神论暗含了一元论观点。

### 其他
1896年，神学家J·H·沃曼（J. H. Worman）区分了7种泛神论类别：机械或唯物主义的（神是存在的机械统一体）、本体论的（一切存在事物的统一，斯宾诺莎）、动态的、物理的（神是世界的灵魂）、伦理的（神是宇宙的道德律令，费希特）、逻辑的（黑格尔）以及纯粹的（神被完全吸纳为自然，沃曼将其等同为无神论）。
1984年，三一福音神学院圣经和系统神学教授保罗·范伯格亦将泛神论归为7种类别：物质有灵论、内在主义、绝对一元论、相对一元论、无宇宙论、对立统一，以及新柏拉图主义或流溢说。

## 相关概念

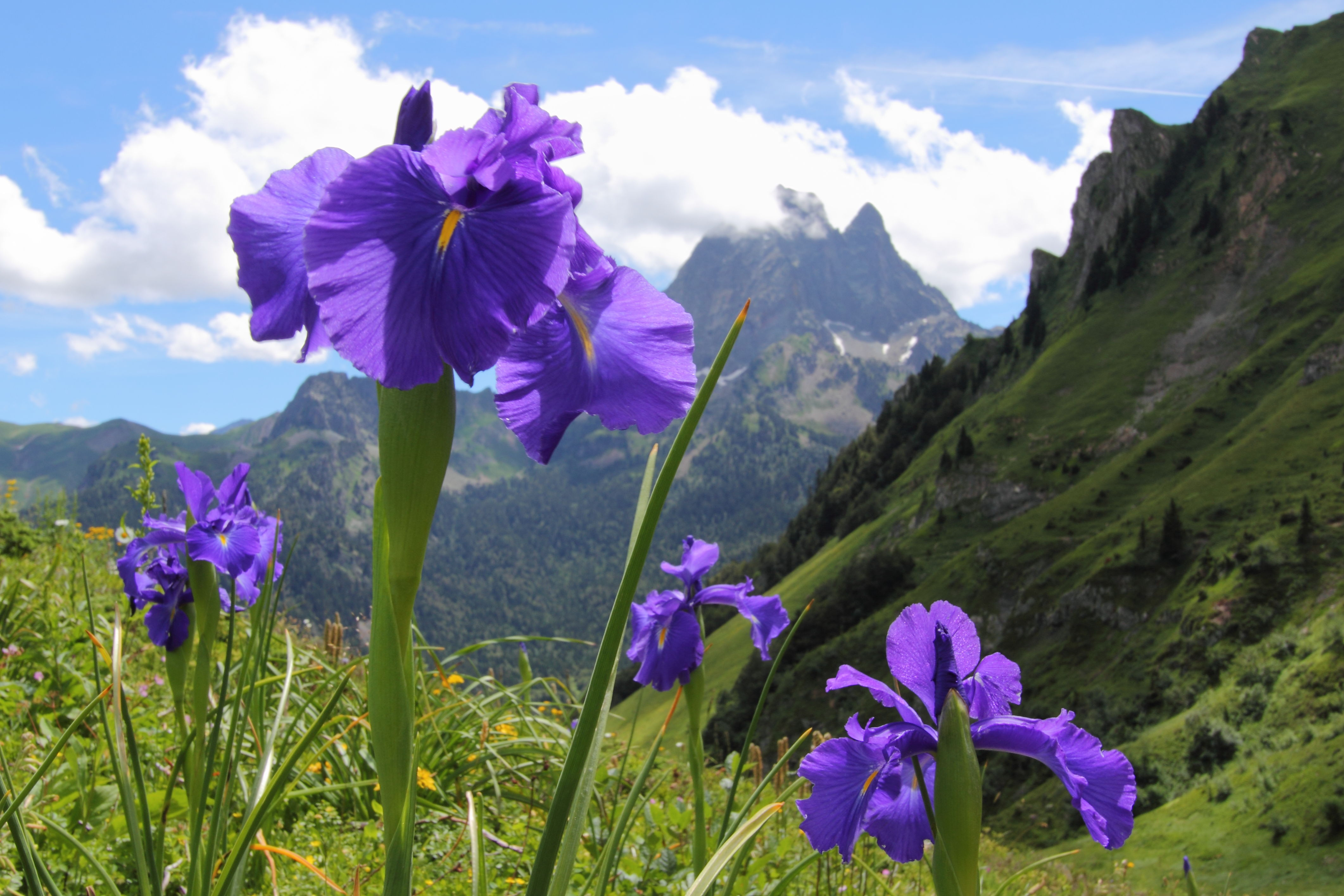
自然主义者所使用的“自然”概念是指区别于人造建筑环境的自然环境，这与泛神论者眼中包含宇宙万物的自然有很大差别。

泛神论有时会与自然崇拜或自然神秘主义混淆。普世泛神论协会创始者哈罗德·伍德（Harold Wood）认为，斯宾诺莎思想中的泛神论和如今因环境伦理问题而自我认同为泛神论者的思想有很大差别。斯宾诺莎使用的“自然”一词不同于现代科学对自然的定义。伍德和其他自我认同为泛神论者的自然神秘主义者使用“自然”指代有限的自然环境（相较于人造的建筑环境），因此这与斯宾诺莎等传统泛神论者的用法有所不同，他们使用“自然”描述更广阔的自然法则与物理现象。自然神秘主义可能与泛神论兼容，但也可能与有神论或其他观点兼容。泛神论有时也会涉及动物崇拜，尤其是在原始宗教实践中。
非有神论是一类理论总称，用于指代不符合传统有神论的思想观点，泛神论属于非有神论的一种。
万有在神论是由19世纪德国哲学家卡尔·克劳泽所造的术语，用以区分斯宾诺莎的泛神论和黑格尔、谢林关于神和宇宙的思想。万有在神论结合了传统有神论和泛神论思想，主张神全在于物质世界，但亦作为世界的创造者与维持者，与世界“分离”或“外在于”世界。该理论与泛神论的区别就在于此，指出神外在于我们所知的世界。不过，因对神的定义不同，泛神论和万有在神论之间的界限可能也会变的模糊，因此将某些历史人物归为泛神论者或万有在神论者仍有许多争议。
泛自然神论是另一个由泛神论衍生出的理论，作为泛神论和自然神论的结合。该理论认为，世界的创造者在制定了萬物的法则之后，在某一时刻就化作了万物。因此，尽管泛自然神论和泛神论在世界起源的观点上存在分歧，不過它们对当前世界的运作有着相似的解釋。
泛心论是由许多泛神论者持有的关于意识、心灵或灵魂作为万物普遍特征的观点，认为包括无生命物质在内的万物都具备意识或心灵。亦有泛神论者为此提出独特的哲学观点物活论（或称泛生命论），认为万物皆有生命活力，而与之像近的泛灵论则认为万物都有独特的精神本质（即灵魂）。

## 宗教教內的泛神论元素

### 传统宗教
许多传统宗教和民间宗教，包括非洲传统宗教和美洲原住民宗教等，都被认为带有泛神论元素，或是泛神论与多神论及泛灵论等理论混合一事的產物。一些泛神论者聲稱，基督教教內的一些派别中也存在泛神论的元素。
18世纪以前的东方宗教，例如在印度教、锡克教、儒教、道教教內，都吸收了泛神论思想。例如，印度教内部就混合了泛神论、万有在神论、一神论及无神论等理論的思想。锡克教中的创立者古鲁那纳克宣称他坚信神存在于世界的每一个角落，锡克教将神描绘为存在于物质世界中的力量，存在于所有物质形式之内，因此一切都是神的展现。然而，与泛神论稍有区别的是，锡克教将神视为创世者，认为“居于现实世界的表象之中，正如艺术家融入其艺术作品中”。这种观点更倾向于万物在神论。尚不清楚斯宾诺莎的思想是否受到了这些东方宗教的影响，但可以确定的是，与他同时代的哲学家，如莱布尼茨及之后成名的伏尔泰，都曾受此影响。

### 新兴宗教
泛神论常被作为现代灵性和新兴宗教（如新异教主义和神智学）的核心理念。在20世纪末，有两个新兴组织特别以泛神论作为自己的信仰基础。其一是成立于1975年的普世泛神论协会，该协会接纳各种类型的泛神论信仰者，并积极参与环保议题。另一个组织是由前全球泛神论协会副主席保罗·哈里森创立的世界泛神论者运动，他在1996年辞去副主席职务，并且在1999年成立了这个新组织。世界泛神论者运动的理论基础仅限于自然主义泛神论，这是一种以形而上学自然主义为基础的泛神论学派，被一些人视为自然主义的一种宗教形式。由于其对环境伦理问题的关注，也被归类为“深绿宗教”。

## 批駁

### 基督教信奉者所提出的批駁意見
美國天主教大學心理學教授愛德華·偑斯博士在一篇被收錄於《天主教百科全書》的文章中，從天主教的角度出發，在數個方面上批駁了泛神論，他聲稱 從最嚴格的意義上來講，泛神論把神與世界等同起來，故此泛神論就是無神論，由於泛神論中的神是非人格化的，而且祂總是處於不斷改變這種狀態，也無法控制事態的發展，因此這等於説祂並不是神，泛神論中的神的行為是非善非惡的，這樣的神無法建構道德秩序，故此祂缺乏絕對神聖這一屬性，另外，泛神論否認人在客觀層面上有個體性，又把「應然」（ought to be）視為純粹主觀的想像的產物，這等於聲稱人們不可能區分真假，然而，泛神論者使用「幻覺」一詞，這似乎預設了真理與謬誤之間存在區別，但奇怪的是，這種區別在真正的泛神論者眼中是沒有意義的。
偑斯博士聲稱 泛神論否定了宗教上的實踐的必要性，因而會使宗教失去其本質，此外，泛神論關於所有人的歸宿的觀點意味着不論在生時過着怎樣的生活 都是無關要緊的，而如果人 最壞的部份及最好的部份不斷被納入神自身，那麼根據關於善與惡之間的分別的觀點，這樣的神難以談得上是神聖的，最後，根據泛神論的觀點，所有事物之間的差別實際上都不存在，但事實上這種統一仍未被實現，泛神論者也斷言稱表象層面上的事物都是 無限 的顕現（manifestation），但泛神論者無法解答為甚麼 無限 的顕現是有限的這個問題，也無法解答為甚麼作為同一位神的一部份的各種顕現會被人們以互相矛盾的方式解釋這個問題，亦無法解答為甚麼 絕對 會從無意識這種狀態進入有意識這種狀態這個問題 或 為甚麼 絕對 會演化這個問題，總括來説，泛神論過份強調統一性，但最後其仍然無法在論證過程中把主體及客體統一起來，而存在性之世界與思想之世界終究是相分離的， 為了反駁這一批駁意見，一些泛神論者竟然願意聲稱存有及無有是同一的。
偑斯博士聲稱，與泛神論的觀點不同，雖然基督教相關哲學思想承認有根本的統一性，但是其認為它以神為中心，神不被認為是遍存的存在者或事物的形式構成原則，而被認為是在萬物中運行的動力因和萬物存在一事的最終因，偑斯博士聲稱 泛神論對統一性的強調是毫無根據性的，唯一能被理解的統一性是由神自己所立定的，這種統一性是具目的性的。

## 註释
1. ↑  1785年初版，1789年第二版。
2. ↑  一元论的类型包括[92][93]：

  - 实体一元论：实体的多样性来源于单一实体的不同状态或方面。[92]
  - 种类一元论：不同形态的实体有相同且唯一的本质。[92]
  - 部分一元论：在给定的存在领域（可能有多个不同的存在领域）中只有一个实体。[92]
  - 存在一元论：认为万物都为同一类型，其被称为存在或单子。[94]
  - 优先一元论：认为整体优于部分，或尽管世界可分为部分，但这些部分无法独立持存，必须依赖整体。[93]
  - 属性一元论：所有实体的属性都为同一类属性，也即只存在有物理属性。
  - 最高类别一元论：认为宇宙中有一最高的类别，例如存在。[93]

和一元论相对的观点包括：

  - 形而上学二元论（英语：Dualism in cosmology）：认为宇宙中存在两种在根本上无法调和的实体或事物，例如善与恶。摩尼教持有这一观点。[95]
  - 形而上学多元论：主张存在有多种不同基础实体或现实。[95]
  - 虚无主义：认为上述类别，如实体、属性、实例等都不存在。

现代心灵哲学中的一元论可被粗略分为三大类别：

  1. 唯心主义、现象主义或心灵主义（英语：Mentalism (psychology)）一元论，主张只有心灵或灵魂为真实。[95]
  2. 中立一元论，认为存在一种基础实体，心灵与物质都可从这种实体中推出。
  3. 唯物一元论（也被称为物理主义或唯物主义），主张只有物质世界是真实存在的[96]，而心灵或灵魂都可从物质运作中推出。[95][96]其又可分为两种：
    1. 取消唯物主义，认为万物都为物质，心灵事物并不存在。[96]
    2. 还原物理主义（英语：Physicalism#Reductionism），认为心灵事物存在，但只是物理事物的一种形式[96]，相关理论包括行为主义、同一理论和功能主义。

此外，还有一些理论难以放入上述分类，例如功能主义、無法則一元論（英语：Anomalous monism）、自反一元论（英语：Reflexive monism）等，并且它们也未定义“真实”的含义。

### 脚注
1. ↑  . Vocabulary.com.   [2023-03-23]. （原始内容存档于2023-05-11） （美国英语）.
2. ↑  . Oxford: Clarendon Press. 1998: 1341. ISBN 978-0-19-861263-6.
3. 1 2 3  Levine 1994，第44, 274–275頁:

  - “自然神秘主义的许多变体（例如华兹华斯、罗宾逊·杰佛斯、盖瑞·施耐德的观点）都和更具哲学深度的泛神论有一共同观念，即世界的统一体根植于自然。这也是为什么自然神秘主义和哲学的泛神论常被混为一谈或互相替代的原因。”
  - “伍德的泛神论观点与斯宾诺莎对神和自然的定义非常不同，他的观点更接近自然神秘主义。事实上，伍德持有的是自然神秘主义观点。”
  - “然而，自然神秘主义同样和有神论相容，正如它和泛神论相容一样。”
4. ↑  . New York: Macmillan and Free Press. 1967: 34.
5. ↑  Reid-Bowen, Paul. . Taylor & Francis. April 15, 2016: 70. ISBN 9781317126348.
6. 1 2  Taylor, Bron. . A&C Black. 2008: 1341–1342  [27 July 2017]. ISBN 978-1441122780.
7. ↑  Ann Thomson; Bodies of Thought: Science, Religion, and the Soul in the Early Enlightenment, 2008, page 54.
8. 1 2  Lloyd, Genevieve. . Routledge Philosophy Guidebooks 1st. Routledge. 2 October 1996: 24. ISBN 978-0-415-10782-2.
9. ↑  Birx, Jams H. . Mobile, Alabama: The Harbinger. 11 November 1997  [5 February 2019]. （原始内容存档于27 July 2017）. Bruno was burned to death at the stake for his pantheistic stance and cosmic perspective.
10. ↑  Picton 1905，第8頁.
11. ↑  Charles Taliaferro; Paul Draper; Philip L. Quinn (编). . : 340. They deny that God is "totally other" than the world or ontologically distinct from it.
12. ↑  Owen, H. P. Concepts of Deity. London: Macmillan, 1971, p. 65.
13. ↑  . Oxford: Clarendon Press. 1998: 1341. ISBN 978-0-19-861263-6.
14. ↑  Damascius, referring to the theology delivered by Hieronymus and Hellanicus in . sacred-texts.com.   [2023-06-19]. （原始内容存档于2023-04-09）.:"... the theology now under discussion celebrates as Protogonus (First-born) [Phanes], and calls him Dis, as the disposer of all things, and the whole world: upon that account he is also denominated Pan."
15. ↑  Betegh, Gábor, The Derveni Papyrus, Cambridge University Press, 2004, pp. 176-178 ISBN 978-0-521-80108-9
16. ↑  Worman 1896，第616–624頁.
17. ↑  Collinge, William, Historical Dictionary of Catholicism, Scarecrow Press, 2012, p 188, ISBN 9780810879799.
18. ↑  . catholic.com. （原始内容存档于1 August 2017）.
19. ↑  Kołakowski, Leszek. . 2009-06-11  [2022-10-08]. ISBN 9781587318757. （原始内容存档于2023-06-19）.
20. ↑  McIntyre, James Lewis, Giordano Bruno, Macmillan, 1903, p 316.
21. ↑  . 27 August 2014  [2023-06-19]. （原始内容存档于2023-04-09）.
22. ↑  Picton 1905，第7頁.
23. ↑  Gottlieb, Anthony. . The New York Times. 18 July 1999  [7 September 2009]. （原始内容存档于2009-04-17）.
24. ↑  . National Endowment for the Humanities. 2015-09-01  [2017-09-05]. （原始内容存档于2018-09-08） （英语）.
25. ↑  Yalom, Irvin. . The Washington Post. 21 February 2012  [7 March 2013]. （原始内容存档于12 November 2013）.
26. ↑  Yovel, Yirmiyahu. . Princeton University Press. 1992: 3.
27. ↑  . The New Republic. 3 May 2012  [7 March 2013]. （原始内容存档于2013-11-12）.
28. ↑  Scruton 1986 (2002 ed.), ch. 1, p.32.
29. 1 2 3  Plumptre, Constance. . London: Samuel Deacon and Co. 1879: 3–5, 8, 29. ISBN 9780766155022.
30. ↑  . 2003  [2 May 2011]. ISBN 9780791455432. （原始内容存档于13 May 2011）.
31. ↑  Scruton 1986 (2002 ed.), ch. 2, p.26
32. ↑  Deleuze, Gilles. . . Zone Books. 1990. Referred to as "the prince" of the philosophers.
33. ↑  Shoham, Schlomo Giora. . Cambridge Scholars. 2010: 111. ISBN 978-1443820684.
34. ↑  Bollacher, Martin. . Kirchhoff, T.  (编). . Universitätsbibliothek Heidelberg: 5. 2020. doi:10.11588/oepn.2020.0.76525.; "Goethe 14" and "Goethe 15/1" in the passage refers to volumes of Johann Wolfgang Goethe 1987–2013: Sämtliche Werke. Briefe, Tagebücher und Gespräche. Vierzig Bände. Frankfurt/M., Deutscher Klassiker Verlag.
35. ↑  Lewes, George Henry. . London: C. Knight & Company. 1846.
36. ↑  Melamed, S. M. . Chicago: University of Chicago Press. 1933.
37. ↑  Ann Thomson; Bodies of Thought: Science, Religion, and the Soul in the Early Enlightenment, 2008, page 54.
38. ↑  Raphson, Joseph. . Londini. 1697: 2 （拉丁语）.
39. ↑  Suttle, Gary. . Pantheist Association for Nature.   [7 September 2012]. （原始内容存档于2023-04-07）.
40. ↑  Bennet, T. . H.Rhodes. 1702: 498  [28 July 2017].
41. ↑  Dabundo, Laura. . Routledge. 2009: 442–443  [27 July 2017]. ISBN 978-1135232351.
42. ↑  Worman 1896，第617-618頁.
43. ↑  Daniel, Stephen H. "Toland's Semantic Pantheism," in John Toland's Christianity not Mysterious, Text, Associated Works and Critical Essays. Edited by Philip McGuinness, Alan Harrison, and Richard Kearney. Dublin, Ireland: The Lilliput Press, 1997.
44. ↑  R.E. Sullivan, "John Toland and the Deist controversy: A Study in Adaptations", Harvard University Press, 1982, p. 193.
45. ↑  Harrison, Paul. . Pantheist History. World Pantheist Movement.   [5 September 2012]. （原始内容存档于2023-03-09）.
46. ↑  Toland, John, Pantheisticon, 1720; reprint of the 1751 edition, New York and London: Garland, 1976, p. 54.
47. 1 2 3 4 5  Worman, J. H., "Pantheism", in Cyclopædia of Biblical, Theological, and Ecclesiastical Literature, Volume 1, John McClintock, James Strong (Eds), Harper & Brothers, 1896, pp. 616–624.
48. 1 2 3  Paul Harrison, Elements of Pantheism, 1999.
49. ↑  Honderich, Ted, The Oxford Companion to Philosophy, Oxford University Press, 1995, p. 641: "约翰·托兰德最早在1705年使用‘泛神论者’一词，用来指称那些认为一切事物共同构成一个整体，而这个整体即是神的人。"
50. ↑  Thompson, Ann, Bodies of Thought: Science, Religion, and the Soul in the Early Enlightenment, Oxford University Press, 2008, p. 133, ISBN 9780199236190.
51. ↑  Worman cites Waterland, Works, viii, p. 81.
52. ↑  Worman cites Wegscheider, Institutiones theologicae dogmaticae, p. 250.
53. ↑  Giovanni, di; Livieri, Paolo. . Stanford Encyclopedia of Philosophy. 2001-12-06  [2021-09-25]. （原始内容存档于2013-01-17）.
54. ↑  Dahlstrom. . Stanford Encyclopedia of Philosophy. 3 Dec 2002  [28 July 2017]. （原始内容存档于2023-04-02）.
55. ↑  Goetschel, Willi. . Madison, Wisconsin: University of Wisconsin Press. 2004: 12–13. ISBN 978-0299190804.
56. ↑  Pope BI. Pius IX. . Papal Encyclicals Online. 9 June 1862  [28 July 2017]. （原始内容存档于2010-06-26）.
57. 1 2  Herndon, William.  (Excerpt and review). Raab Collection. 4 February 1866  [5 June 2012]. （原始内容存档于2022-05-18）.
58. 1 2  Adams, Guy. . The Independent (Los Angeles). 17 April 2011  [5 June 2012]. （原始内容存档于24 May 2022）.
59. ↑  Worman 1896，第618頁.
60. ↑  Literary Remains of the Late Professor Theodore Goldstucker, W. H. Allen, 1879. p. 32.
61. ↑  Thilly, Frank. . Hastings, James  (编). . Kessinger Publishing: 614. 2003 [1908]. ISBN 9780766136953.
62. ↑  Worman 1896，第618-620頁.
63. ↑  Armstrong, AH. . Cambridge University Press. 1967: 57, 60, 161, 186, 222. ISBN 978052104-0549.
64. ↑  McLynn, Frank. . Da Capo Press. 2010: 232. ISBN 9780306819162.
65. ↑  . The Realist Society of Canada.   [5 February 2022]. （原始内容存档于2023-06-05）.
66. 1 2  Jammer (2011), Einstein and Religion: Physics and Theology, Princeton University Press, p. 51; original at Einstein Archive, reel 33-275 （页面存档备份，存于）.
67. 1 2  . CBC News. 13 May 2008  [5 February 2022]. （原始内容存档于2012-11-10）.
68. ↑  . 31 May 2017  [2023-06-27]. （原始内容存档于2023-03-26）.
69. ↑  Einstein, Albert. . New York: Three Rivers Press. 2010: 262.
70. ↑  Adler, Margot. . Beacon Press. 1986.
71. ↑  Sagan, Dorion, "Dazzle Gradually: Reflections on the Nature of Nature" 2007, p. 14.
72. 1 2  Caritas In Veritate, 7 July 2009.
73. ↑  . www.vatican.va.   [2023-06-28]. （原始内容存档于2023-08-04）.
74. ↑  . VenicePaparazzi.   [15 October 2020]. （原始内容存档于2022-11-30）.
75. ↑  Rod, Perry. . The Paradise Project.   [21 June 2017]. （原始内容存档于2017-08-01）.
76. ↑  Wood, Harold. . Pantheist Vision. Summer 2017, 34 (2): 5.
77. ↑  Levine, Michael. . . 2020  [2023-06-29]. （原始内容存档于2018-09-15）.
78. ↑  Charles Hartshorne and William Reese (编). . Chicago: University of Chicago Press. 1953: 165–210.
79. ↑  Goldsmith, Donald; Marcia Bartusiak. . New York: Stirling Publishing. 2006: 187. ISBN 9781402763199.
80. ↑  F.C. Copleston, "Pantheism in Spinoza and the German Idealists," Philosophy 21, 1946, p. 48.
81. ↑  Literary and Philosophical Society of Liverpool, "Proceedings of the Liverpool Literary & Philosophical Society, Volumes 43–44", 1889, p. 285.
82. ↑  John Ferguson, "The Religions of the Roman Empire", Cornell University Press, 1970, p. 193.
83. ↑  Isaacson, Walter. . Simon and Schuster. 2007: 391. ISBN 9781416539322. I am a determinist.
84. ↑  Lindsay Jones (编).  2nd. USA: MacMillan. 2005. ISBN 978-0028657332.
85. ↑  Dependence and Freedom: The Moral Thought of Horace Bushnell by David Wayne Haddorff  （页面存档备份，存于） Emerson's belief was "monistic determinism".

  - Creatures of Prometheus: Gender and the Politics of Technology by Timothy Vance Kaufman-Osborn, Prometheus ((Writer))  （页面存档备份，存于） "Things are in a saddle, and ride mankind."
  - Emerson's position is "soft determinism" (a variant of determinism) .
  - "The 'fate' Emerson identifies is an underlying determinism." (Fate is one of Emerson's essays)  （页面存档备份，存于）.
86. ↑  Hegel was a determinist" (also called a combatibilist a.k.a. soft determinist).  （页面存档备份，存于） "Hegel and Marx are usually cited as the greatest proponents of historical determinism."  （页面存档备份，存于）
87. ↑  Levine, Michael P. . International Journal for Philosophy of Religion. August 1992, 32 (1): 1–23. JSTOR 40036697. S2CID 170517621. doi:10.1007/bf01313557.
88. ↑  Moran, Dermot; Guiu, Adrian, , Zalta, Edward N.  (编),  Winter 2019, Metaphysics Research Lab, Stanford University, 2019  [2020-03-19], （原始内容存档于2023-05-24）
89. ↑    - Theories of the will in the history of philosophy by Archibald Alexander p. 307 Schelling holds "...that the will is not determined but self-determined." 
  - The Dynamic Individualism of William James by James O. Pawelski p. 17 "[His] fight against determinism" "My first act of free will shall be to believe in free will."  （页面存档备份，存于）
90. ↑  . . Columbia University Press. 2012  [13 June 2012]. （原始内容存档于2018-12-02）.
91. ↑  Owen, H. P. . London: Macmillan. 1971: 67.
92. 1 2 3 4  Urmson 1991，第297頁.
93. 1 2 3  Schaffer, Jonathan.  (PDF). johnathanschaeffer.org.   [5 February 2022]. （原始内容存档 (PDF)于2023-03-08）.
94. ↑  Schaffer, Jonathan. . Zalta, Edward N.  (编).  Summer 2015. 19 March 2007.
95. 1 2 3 4  Brugger 1972.
96. 1 2 3 4  Mandik 2010，第76頁.
97. ↑  Evangelical Dictionary of Theology, edited by Walter A. Elwell, p. 887.
98. ↑  McDowell, Michael; Brown, Nathan Robert. . 2009  [2022-10-08]. ISBN 9781592578467. （原始内容存档于2023-07-06）.
99. ↑  Cooper 2006，第27頁.
100. ↑  Levine 1994，第11頁.
101. ↑  Cooper 2006，第71-72、87-88、105頁.
102. ↑  Craig, Edward (编). . : 100. 1998. ISBN 9780415073103.
103. ↑  Johnston, Sean F. . 2009: 90. ISBN 978-1-85168-681-0.
104. ↑  Seager, William; Allen-Hermanson, Sean. . Zalta, Edward N.  (编).  Winter 2012. 23 May 2001  [2023-07-06]. （原始内容存档于2018-06-29）.
105. ↑  Haught, John F. . Paulist Press. 1990: 19.
106. ↑  Parrinder, EG. . Journal of Religion in Africa. 1970, 3 (2): 81–88. JSTOR 1594816. doi:10.1163/157006670x00099.
107. ↑  Harrison, Paul. . World Pantheist Movement.   [7 September 2012]. （原始内容存档于2013-11-05）.
108. ↑  Levine 1994，第67頁.
109. ↑  Harrison, Paul. . Pantheist history. World Pantheists Movement.   [20 September 2012]. （原始内容存档于2023-04-10）.
110. ↑  Fox, Michael W. . Universal Pantheist Society.   [20 September 2012]. （原始内容存档于9 March 2001）.
111. ↑  Zaleha, Bernard. . Fund for Christian Ecology, Inc.   [20 September 2012]. （原始内容存档于17 July 2012）.
112. ↑  Fowler 1997，第2頁.
113. ↑  Fowler 2002，第15-32頁.
114. ↑  Long 2011，第128頁.
115. ↑  Singh, Nikky-Guninder Kaur. . History of Religions. 1992, 31 (4): 329–343. S2CID 161226516. doi:10.1086/463291.
116. ↑  Ahluwalia, Jasbir Singh. . Social Scientist. March 1974, 2 (8): 22–26. JSTOR 3516312. doi:10.2307/3516312.
117. ↑  Mungello, David E. . Philosophy East and West. 1971, 21 (1): 3–22. JSTOR 1397760. doi:10.2307/1397760.
118. ↑  Lan, Feng (2005). Ezra Pound and Confucianism: remaking humanism in the face of modernity. University of Toronto Press. p. 190. ISBN 978-0-8020-8941-0.
119. ↑  Carpenter, Dennis D. (1996). "Emergent Nature Spirituality: An Examination of the Major Spiritual Contours of the Contemporary Pagan Worldview". In Lewis, James R., Magical Religion and Modern Witchcraft. Albany: State University of New York Press. ISBN 978-0-7914-2890-0. p. 50.
120. ↑  . Universal Pantheist Society.   [8 August 2012]. （原始内容存档于2012-07-31）.
121. ↑  World Pantheist Movement. .   [4 September 2012]. （原始内容存档于2016-04-29）.
122. ↑  Stone, Jerome Arthur. . Albany: State University of New York Press. 2008: 10. ISBN 978-0791475379.
123. ↑  Bron Raymond Taylor, "Dark Green Religion: Nature Spirituality and the Planetary Future", University of California Press, 2010, pp. 159–160.
124. 1 2 3  Pace, Edward. Kevin Knight , 编. . New Advent. Robert Appleton Company.  [First published in 1911]  [2025-08-03]. （原始内容存档于2025-06-28） （英语）.

## 延伸阅读
- Amryc, C. Pantheism: The Light and Hope of Modern Reason, 1898. online
- Harrison, Paul, Elements of Pantheism, Element Press, 1999. preview
- Hunt, John, Pantheism and Christianity, William Isbister Limited, 1884. online
- Levine, Michael, Pantheism: A Non-Theistic Concept of Deity, Psychology Press, 1994, ISBN 9780415070645
- Picton, James Allanson, Pantheism: Its story and significance, Archibald Constable & Co., 1905. online.
- Plumptre, Constance E., General Sketch of the History of Pantheism, Cambridge University Press, 2011 (reprint, originally published 1879), ISBN 9781108028028 online
- Russell, Sharman Apt, Standing in the Light: My Life as a Pantheist, Basic Books, 2008, ISBN 0465005179
- Urquhart, W. S. Pantheism and the Value of Life, 1919. online